# 西桂町立西桂小学校
西桂町立西桂小学校（にしかつらちょうりつ にしかつらしょうがっこう）は、山梨県南都留郡西桂町小沼にある公立小学校。

## 沿革
- 1873年（明治6年） - 一乗寺を仮校舎として開校[1]。
- 1874年（明治7年） - 校舎を永明寺に移し「小沼小学校」と称する[1]。
- 1879年（明治12年）8月 - 「桂尋常小学校」に改称[1]。
- 1909年（明治42年）7月 - 「西桂尋常小学校」に改称[1]。
- 1910年（明治43年）10月13日 - 現在地に木造校舎を建設し、「西桂尋常高等小学校」として開校（創立記念日）[1]。
- 1952年（昭和27年）9月 - 町制施行により、「西桂町立西桂小学校」に改称[1]。